# Cleistocactus pungens
Cleistocactus pungens är en kaktusväxtart som beskrevs av Friedrich Ritter. Cleistocactus pungens ingår i släktet Cleistocactus, och familjen kaktusväxter. Inga underarter finns listade i Catalogue of Life.